# Gál Dezső
Gál Dezső, születési nevén Gansel Dezső, névváltozata: Gaál Dezső (Balassagyarmat, 1901. november 20. – Budapest, 1980. augusztus 6.) újságíró, színházi rendező, Gaál Andor (1895–1944) író, újságíró, műfordító és Gál György (1907–1958) újságíró testvére.

## Életpályája
Gansel Sándor (1869–1945) divatárukereskedő-segéd és Ungár Jolán (1873–1954) fiaként született. A Budapesti V. Kerületi Magyar Királyi Állami Főgimnázium tanulója volt. A gimnáziumi érettségi után Rózsahegyi Kálmánnál színészi és rendezői képesítést szerzett. A második világháború idején részt vett az Országos Magyar Izraelita Közművelődési Egyesület Művészakciójában mint rendező. Többek között színpadra állította Mozart Szöktetés a szerájból és Rossini A sevillai borbély című darabját. 1945-ig a Világ című napilap munkatársa volt. 1945 után szórakoztató hetilapoknál dolgozott (Pesti Izé, Fűrész, Füles Bagoly).
A Kozma utcai izraelita temetőben nyugszik.